# Joint Base Charleston

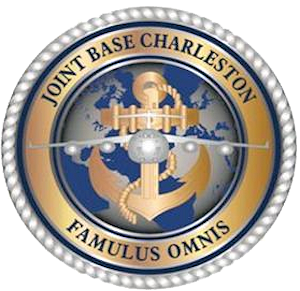
Emblem.

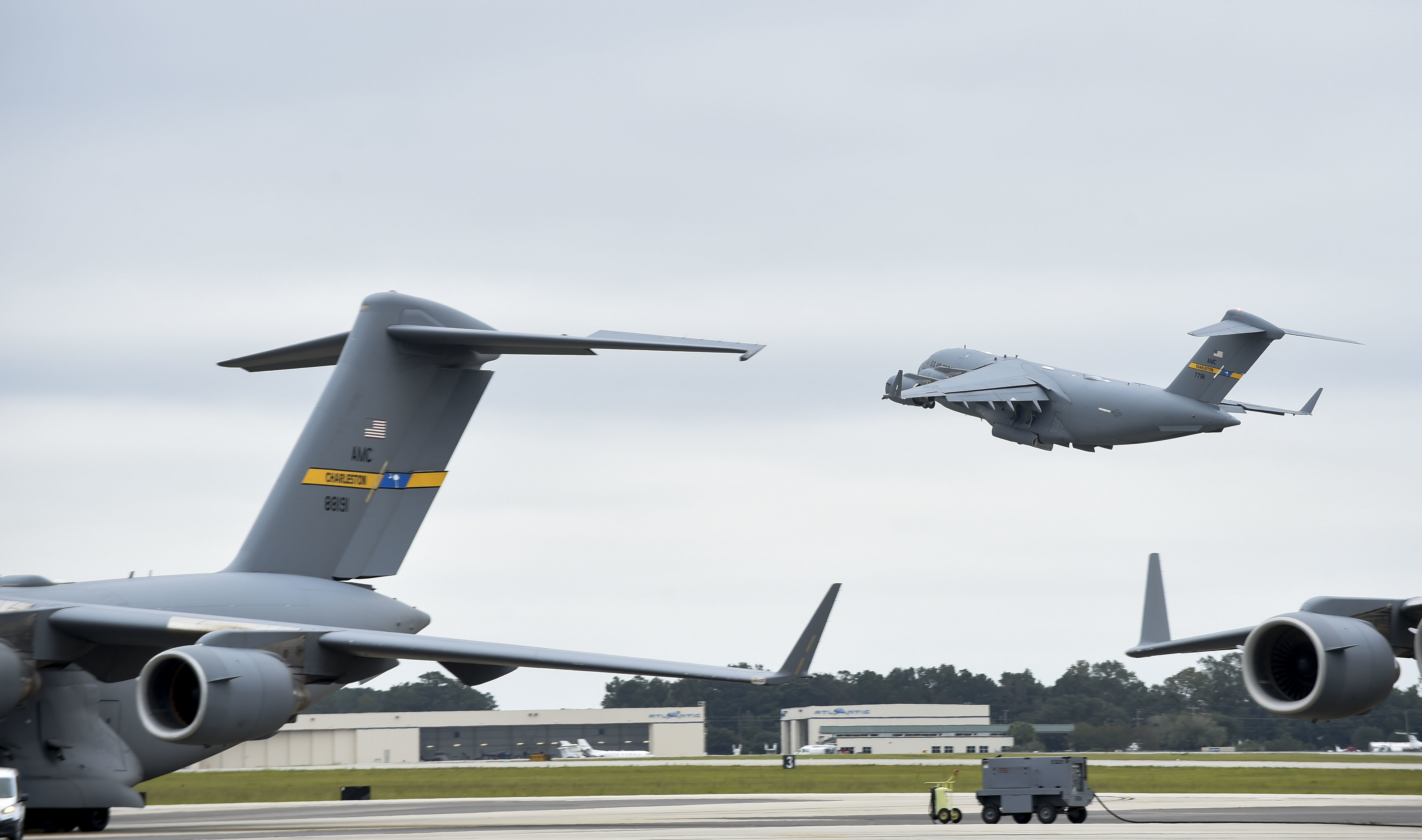
C-17 Globemaster III på Joint Base Charleston evakueras till Fort Campbell i Kentucky innan Orkanen Matthew anländer, 6 oktober 2016.

Joint Base Charleston är en militärbas tillhörande USA:s försvarsdepartement som är belägen kring staden Charleston med omnejd i den amerikanska delstaten South Carolina.
Basen bildades 1 oktober 2020 genom en sammanslagning av Charleston Air Force Base från USA:s flygvapen i North Charleston, Charleston County och Naval Support Activity Charleston från USA:s flotta i Goose Creek i Berkeley County. 
Anläggningen omfattar två flygfält, 62 kilometer järnvägsspår, 35 kilometer kustlinje och en areal på 97 km².

## Historik

### Charleston Naval Shipyard

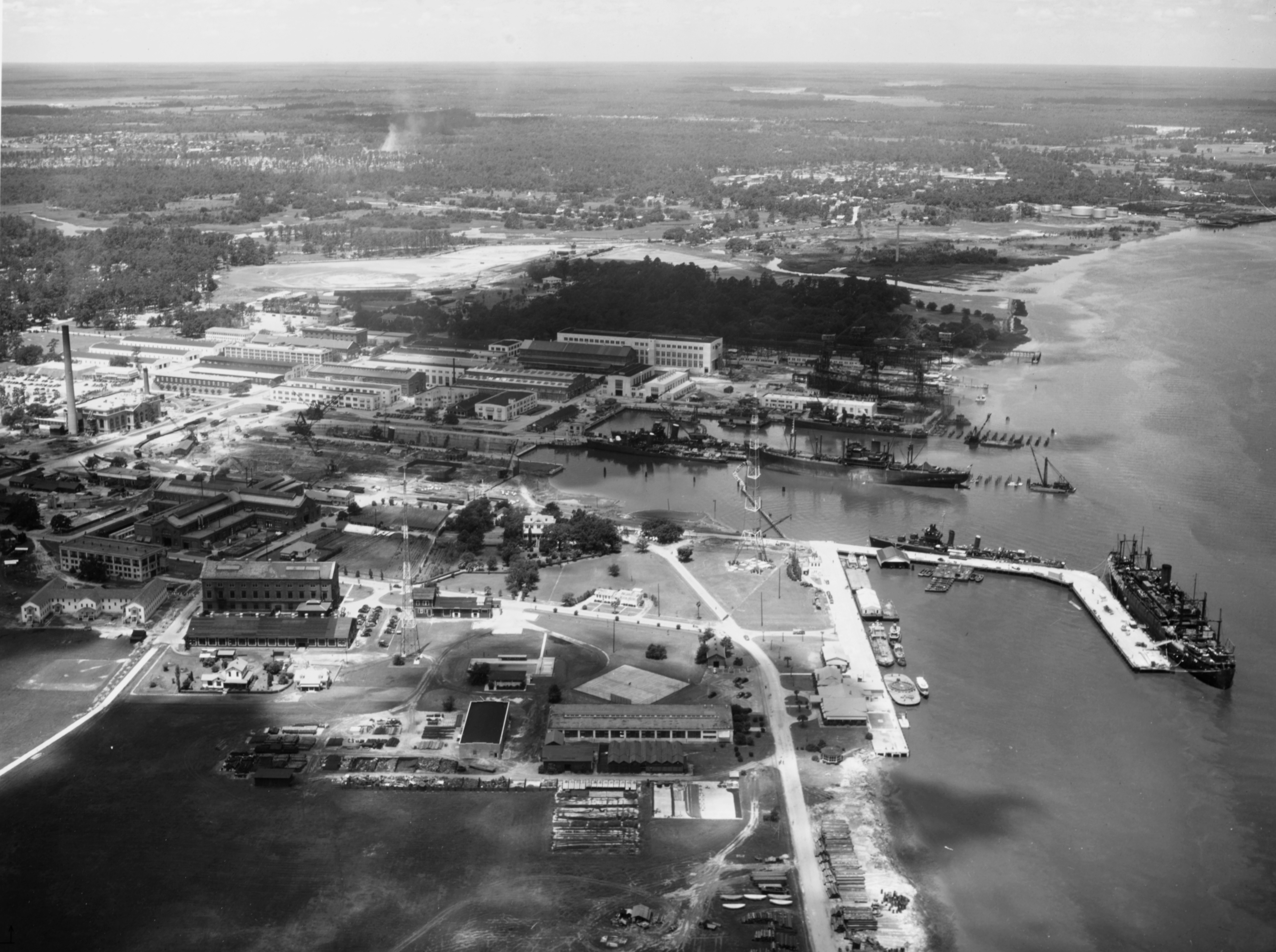
Flygbild från 1941 över Charleston Naval Shipyard.

Örlogsvarvet Charleston Naval Shipyard öppnade 1901 i North Charleston och var i flottans drift fram till 1995. Under andra världskriget byggdes mer än 200 fartyg på platsen och hade under 26 000 anställda under 1944. Under det kalla kriget var örlogsbasen den tredje största örlogshamnen i USA och var hemmahamn för som mest 80 fartyg och ubåtar. 
Den norra delen (örlogsvarvet) med tre torrdockor och en flytdocka har efter 1995 uthyrts till Detyens, Inc. 
Den södra delen (örlogsbasen) överfördes 1996 till U.S. Border Patrol. 2004 överfördes anläggningen till USA:s inrikessäkerhetsdepartement. Anläggningen har blivit en federal enklav och används av USA:s kustbevakning, Federal Law Enforcement Training Centers (FLETC), liksom National Oceanic and Atmospheric Administration (NOAA), USA:s utrikesdepartement och United States Maritime Administration med flera.

### Charleston Air Force Base
Charleston Air Force Base är en militär flygplats (IATA: CHS, ICAO: KCHS, FAA LID: CHS) som är belägen i North Charleston, South Carolina. Flygbasen delar rullbanor med den civila trafikflygplatsen Charleston International Airport.
Den militära flygverksamheten på platsen började under andra världskriget då USA:s arméflygvapen hyrde hela den existerade flygplatsen för ändamålet av staden Charleston som då fick namnet Charleston Army Air Field. Efter krigsslutet skedde en neddragning och flygfältet återgick 1948 till sin ägare som då byggde en ny passagerarterminal. Under 1950-talet gav USA:s kongress medel till flygvapnet för en utbyggnad.

### Naval Support Activity Charleston

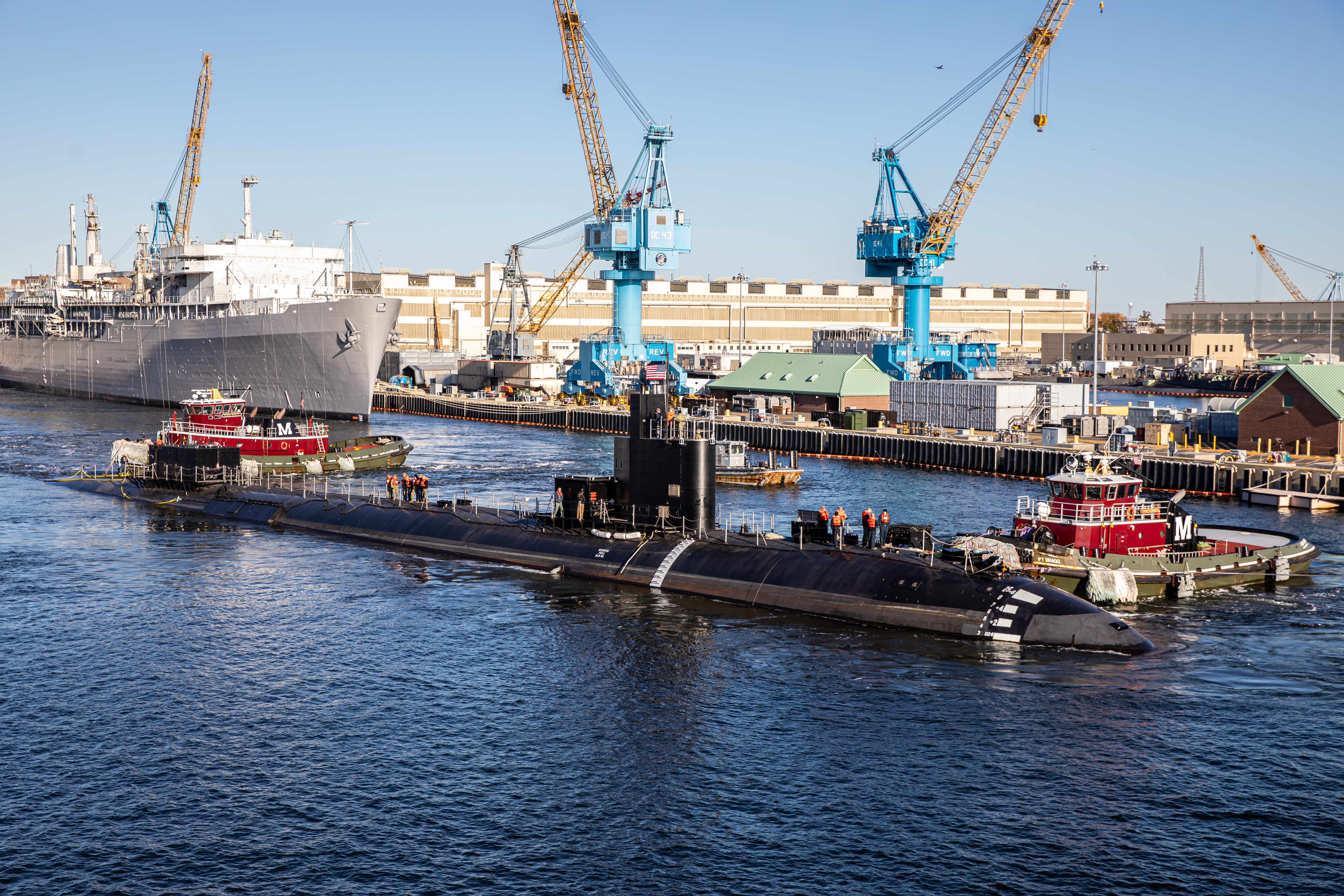
USS La Jolla i Los Angeles-klass efter ombyggnad till stationärt utbildningsfartyg (Moored Training Ship).

Naval Support Activity Charleston (32°57′55.8″N 79°58′16.7″V / 32.965500°N 79.971306°V), ursprungligen Naval Weapons Station Charleston, är en militärbas på en yta om 69 km² på den västra stranden av Cooper River i städerna Goose Creek och Hanahan. 
Anläggningen uppfördes under andra världskriget som en konventionell ammunitionsdepå för USA:s flotta. På 1960-talet konverterades delar av anläggningen för att hantera den ubåtsbaserade ballistiska roboten UGM-27 Polaris i Polaris Missile Facility Atlantic (POMFLANT). Under 1981 inkorporerades den angränsande Charleston Army Depot. 1995 avvecklades verksamheten med ubåtsbaserade ballistiska robotar och den verksamheten flyttade till Naval Submarine Base Kings Bay. 
Under 1990-talet skedde även en konsolidering av utbildningsverksamheten inom Naval Reactors ägt rum och i på området finns från 1998 Naval Nuclear Power Training Command (NNPTC) med dess Nuclear Power School samt Nuclear Power Training Unit. Utbildningen inom flottans atomreaktorprogram anses vara den mest akademiskt krävande i USA:s väpnade styrkor.
I Nuclear Power Training Unit ingår två utrangerade förtöjda atomubåtar som används i utbildningssyfte för kärnreaktordrift. Det pågår ett generationsskifte med två äldre atomubåtar av Lafayette-klass och James Madison-klass kommer successivt att ersättas för detta syfte av två ubåtar i Los Angeles-klass.

## Verksamhet

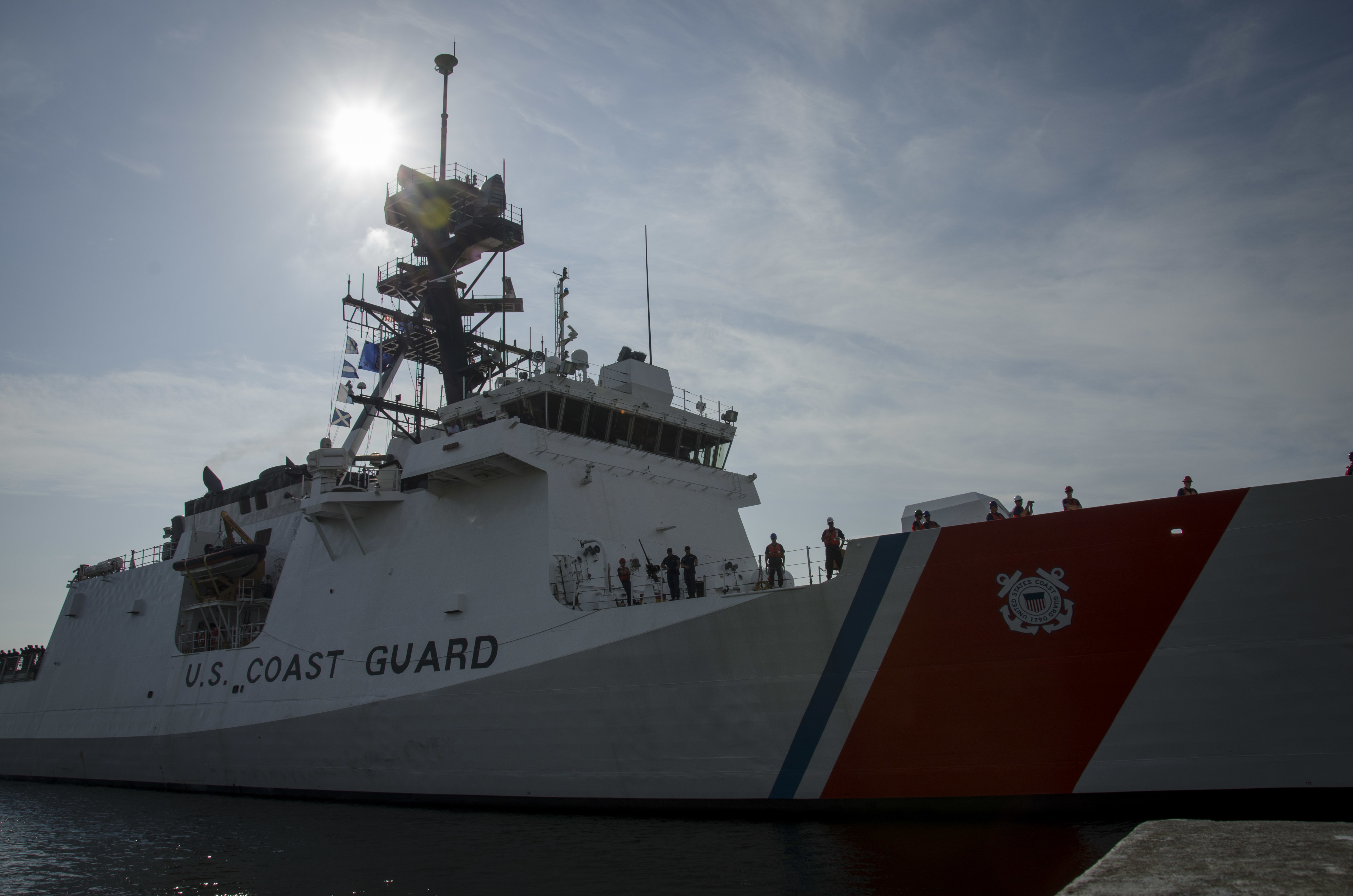
USCGC James anländer för första gången till sin hemmahamn i Charleston, 28 augusti 2015.

Värdförbandet för den sammanslagna basen är 628th Air Base Wing (628 ABW) som i sin tur är en del av Air Mobility Command. Två flygande förband i USA:s flygvapen på platsen är 437th Airlift Wing (437 AW) i det reguljära flygvapnet som ingår i Eighteenth Air Force, Air Mobility Command samt 315th Airlift Wing (315 AW) som är ett reservförband. Bägge flottiljerna flyger med flygplanstypen C-17 Globemaster III.
Förband i USA:s flotta på platsen är militärfängelset Naval Consolidated Brig Charleston, Navy Munitions Command Unit Charleston, Naval Information Warfare Center Atlantic samt Naval Nuclear Power Training Command.
Från armén finns regionkontoret för United States Army Corps of Engineers förband under Military Surface Deployment and Distribution Command samt flera förband i South Carolinas arménationalgarde.